# Генуэзское кружево

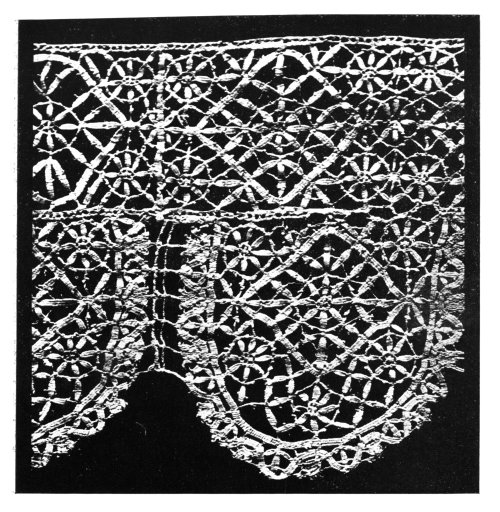
Генуэзское кружево XVI или XVII века

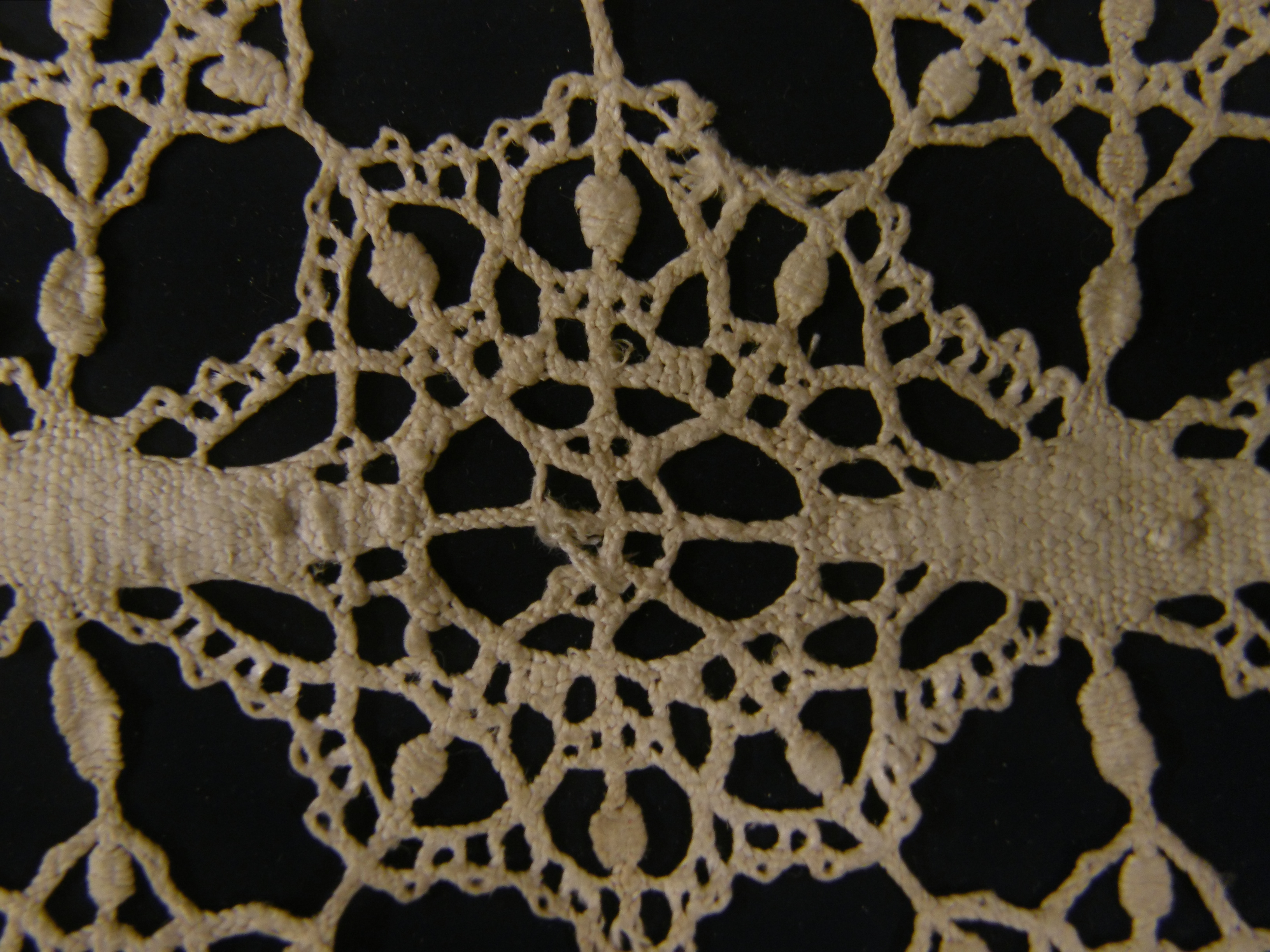
Генуэзское кружево на коклюшках,1600-1625. Коллекция Виктории и Альфреда

Генуэзское кружево – это коклюшечное кружево из Генуи . Это гипюровый стиль кружева.
Расцвет коклюшечного кружева в Италии относится к XVII веку, когда основными центрами кружевоплетения  были Генуя и Милан, хотя Венеция также производила коклюшечное кружево.

## История
О первенстве Италии в изобретении новой технологии плетения нитей, давшей европейским мастерам удивительный по красоте и выразительности кружевной материал, свидетельствует зарождение ещё одного центра кружевоплетения в Генуе. Известно, что генуэзская торговля преобладала в Европе в 1550–1620-х годах, которые историки назвали «веком генуэзцев».
Техника плетения кружева на коклюшках зародилась, по-видимому, в прибрежных рыбачьих посёлках вокруг Генуи, где женщины специализировались плетением и починкой сетей. Согласно старинному поэтичному сказанию, молодой матрос подарил возлюбленной веточку кораллов, она оплела её тонкой сеткой и стала носить как украшение. По свидетельствам исследователей и путешественников, итальянки — жёны и дочери рыбаков и лодочников, пока их глаза хорошо видели, а руки были способны выводить тонкие узоры, плели кружева, в то время как пожилым женщинам оставалось на долю менее прибыльное занятие — чинить истрёпанные сети, вооружившись челночками. Техники того и другого плетения очень просты и доступны.
Плетённое кружево изначально своим появлением в Италии было обязано беднейшим слоям населения, оно с самого начала существовало там как народный промысел. Подсобного хозяйства семьи моряков не имели, поэтому женщины, девушки и девочки посвящали кружевоплетению круглый год. Схемы для своих изделий мастерицы во многом заимствовали у венецианских кружев.
Наибольшего совершенства и художественной выразительности генуэзское плетеное коклюшечное кружево достигло к XVII столетию, а когда металлические булавки стали общедоступными, этот способ широко распространился по всем странам мира. Итальянские рыбаки, отправляясь в плавание, брали с собой кружева домашнего производства и выгодно продавали их на стороне. Улов зависел от капризной погоды, а кружева помогали поддерживать благосостояние семьи. Нитки закупались в Милане, где существовали мануфактуры, обрабатывающие шёлк и лён.

## Особенности
Генуэзское кружево обычно имеет геометрический орнамент. Составляющие его «колоски» — маленькие, плотно сплетённые элементы в форме листиков, — являются характерной чертой генуэзского кружева. 
Мальтийское кружево произошло от генуэзского кружева.